# Volant (sport)
Pour les articles homonymes, voir Volant.

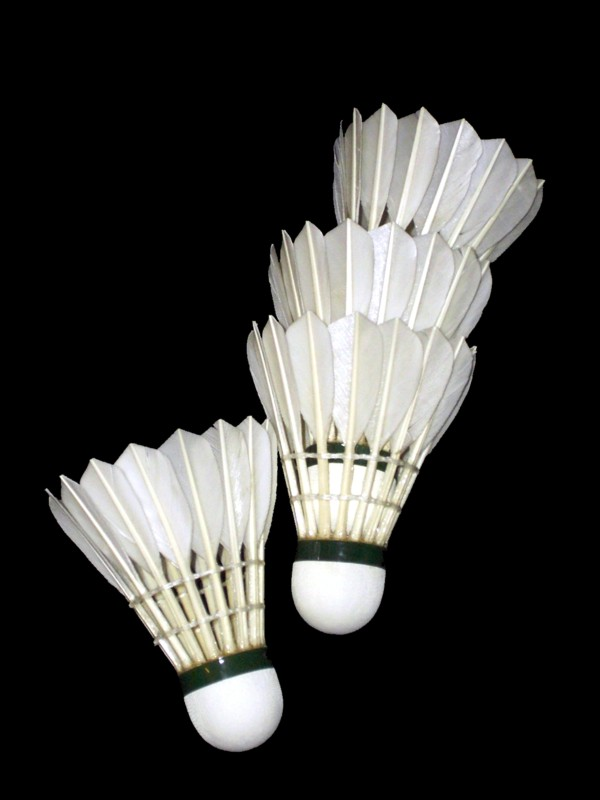
Volants de badminton en plumes.

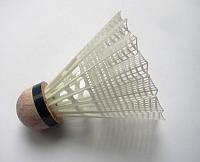
Volant de badminton en plastique.

Un volant, en sport, est un projectile constitué d'une tête et d'un empennage, qui est utilisé dans certaines activités sportives ou ludiques, comme le badminton, le plumfoot ou le pilou. L'empennage, à l'origine constituée de plumes d'oiseaux, peut être fabriqué dans certaines disciplines dans d'autres matériaux.

## Volant de badminton
Au badminton, les joueurs se renvoient un volant à l’aide de raquettes ; au Québec et au Nouveau-Brunswick, on nomme parfois ce volant, en langage familier, moineau. Il est constitué d’une tête, demi-sphère généralement en liège, et d’une jupe, empennage en plume. Le volant en plume est toujours le volant utilisé en compétition. Cependant, avec l’arrivée des matières plastiques, les plumes ont été remplacées par ce matériau afin d’améliorer la durée de vie du projectile pour la pratique de loisir.
Un volant de badminton traditionnel pèse entre 4,74 et 5,50 g, et est fait avec 16 plumes mesurant entre 62 et 70 mm; le diamètre extérieur mesure entre 58 et 68 mm. Les plumes sont habituellement d'oie ou éventuellement de canard, et doivent provenir toutes de l'aile droite ou de l'aile gauche, sans mélanger les deux.
La forme de la trajectoire du volant en plume est de type parachute, tandis que la forme de la trajectoire du volant en plastique est de type parabolique. À noter qu'il existe des volants hybrides faits de plumes synthétiques, souvent en nylon, qui ont des trajectoires intermédiaires entre le plume et le plastique. Ils sont souvent utilisés pour imiter les trajectoires des plumes sans avoir les inconvénients de durabilité.
Le premier volant moderne fut un bouchon de champagne garni de plumes ; cela se passa à la fin du XIXe siècle en Angleterre à Badminton House.
En anglais, volant se dit shuttlecock et le jeu de volant se nomme Battledore and shuttlecock (en).

## Volant de pilou
Le pilou est un jeu de jonglage propre à Nice (Côte d’Azur) et à son arrière-pays qui se pratique avec un volant constitué d’une pièce de monnaie trouée de 25 centimes de l’entre-deux-guerres (type Lindauer) dans laquelle on coince un bout de papier,,, de tissu ou de plastique[réf. nécessaire].